# 細谷站 (群馬縣)
細谷站（日语：／ Hosoya eki */?）是一個位於群馬縣太田市細谷町，屬於東武鐵道伊勢崎線的鐵路車站。車站編號是TI 19。

## 歷史
- 1927年（昭和2年）10月1日 - 開業[3]。
- 2006年（平成18年）3月18日 - 太田～伊勢崎間單人駕駛（ワンマン運転）服務開始[4]。

## 車站結構
島式月台1面2線的地面車站。站房位於線路南側，有地下道連通月台。

### 月台配置
| 月台 | 路線     | 方向 | 目的地     |
| ---- | -------- | ---- | ---------- |
| 1    | 伊勢崎線 | 下行 | 伊勢崎方向 |
| 2    | 伊勢崎線 | 上行 | 太田方向   |

## 使用情況
2018年度1日平均上下車人次為2,733人。
近年1日平均上下車人次推移如下表｡
| 年度               | 一日平均上下車人次 | 來源   |
| ------------------ | ------------------ | ------ |
| 2001年（平成13年） | 2,636              | [ 7 ]  |
| 2002年（平成14年） | 2,428              | [ 8 ]  |
| 2003年（平成15年） | 2,465              | [ 9 ]  |
| 2004年（平成16年） | 2,452              | [ 10 ] |
| 2005年（平成17年） | 2,475              | [ 11 ] |
| 2006年（平成18年） | 2,408              | [ 12 ] |
| 2007年（平成19年） | 2,330              | [ 13 ] |
| 2008年（平成20年） | 2,299              | [ 14 ] |
| 2009年（平成21年） | 2,215              | [ 15 ] |
| 2010年（平成22年） | 2,278              | [ 16 ] |
| 2011年（平成23年） | 2,211              | [ 17 ] |
| 2012年（平成24年） | 2,331              | [ 18 ] |
| 2013年（平成25年） | 2,484              | [ 19 ] |
| 2014年（平成26年） | 2,536              | [ 20 ] |
| 2015年（平成27年） | 2,634              | [ 21 ] |
| 2016年（平成28年） | 2,613              | [ 22 ] |
| 2017年（平成29年） | 2,659              |        |
| 2018年（平成30年） | 2,733              |        |

## 車站周邊
- 關東學園大學
- 太田市立太田中學校·高等學校（日语：太田市立太田中学校・高等学校）
- 群馬縣立太田高等養護學校（日语：群馬県立太田高等養護学校）
- 關東農政局（日语：関東農政局）群馬農政事務所（日语：群馬農政事務所）地域第二課
- 太田市役所澤野行政中心
- 太田市役所寶泉行政中心
- 寶泉郵便局
- 冠稻荷神社（日语：冠稲荷神社）
- 高山彥九郎宅跡附遺髪塚
- 太田市立高山彥九郎紀念館

## 相鄰車站
東武鐵道
 伊勢崎線
太田（TI 18）－細谷（TI 19）－木崎（TI 20）

## 外部連結
- 細谷（車站資訊） - 東武鐵道